# Tellina listeri
Tellina listeri är en musselart som beskrevs av Roding 1798. Tellina listeri ingår i släktet Tellina och familjen Tellinidae. Inga underarter finns listade i Catalogue of Life.